# 中国驻威廉斯塔德总领事馆
中华人民共和国驻威廉斯塔德总领事馆（荷蘭語：Consulaat-Generaal van de Volksrepubliek China in Willemstad），简称中国驻威廉斯塔德总领事馆，是中华人民共和国派驻荷兰王国库拉索威廉斯塔德的最高级别外交机构。领区包括荷属加勒比的库拉索、阿鲁巴、荷属圣马丁、博奈尔、圣尤斯特歇斯、萨巴。